# Pancheria billardierei
Pancheria billardierei är en tvåhjärtbladig växtart som först beskrevs av David Don, och fick sitt nu gällande namn av Renato Pampanini. Pancheria billardierei ingår i släktet Pancheria och familjen Cunoniaceae. Inga underarter finns listade i Catalogue of Life.